# Javascript API
Javascript API son rutinas Javascript de programación orientadas (POO) a programar software.
Las scripts de JS-API son usadas en programas de la casa Macromedia, como Flash, Dreamweaver o Fireworks.
Las rutinas de JS-API , están basadas en SpiderMonkey de Mozilla.
- Datos: Q5405111